# 5140 Kida
Az 5140 Kida (ideiglenes jelöléssel 1990 XH) a Naprendszer kisbolygóövében található aszteroida. Ueda Szeidzsi és Kaneda Hirosi fedezte fel 1990. december 8-án.